# 有田気恵
有田 気恵（ありた きえ、1983年4月4日 - ）は、過去にセントラルグループ・セントラル子供タレントに所属していた元子役。東京都保谷市（現西東京市）出身。愛称は「きーちゃん」。
フジテレビ系バラエティ番組『あっぱれさんま大先生』レギュラー出演が有名。この番組では風変わりなキャラクターで人気となり、彼女自身が魔法使いに扮したロケ企画も放送されていたことがあった。
「あっぱれさんま大先生」卒業後もバラエティ番組やCMに出演するなど芸能活動を続けていたが、当時ゲスト出演して番組内で学業優先により引退の旨を語っていた2000年3月18日に放送されたTBS系心理学バラエティ『ココロの扉』、2000年12月16日に放送された日本テレビ系トークバラエティ『メレンゲの気持ち』、2001年1月28日に放送されたテレビ朝日系深夜バラエティ『ひざくりげ』の人気コーナー｢しょうへいの彼女探しお見合い｣を最後に芸能活動を行っている明確な情報は確認できていない。それから24年経った2023年7月1日放送のあっぱれ同窓会企画の3回目「あっぱれさんま大先生2023同窓会SP」でも有田の出演はなく、同番組内で過去のVTRが放送された際にも彼女の顔はボカシ処理で隠されていた。

## 出演

### テレビ番組

#### バラエティ
- あっぱれさんま大先生（1989年4月10日 - 1996年3月21日、フジテレビ）
- 忍たまがやってくる（1996年9月23日 - 1997年7月21日、NHK教育テレビ）
- ダウンタウンのごっつええ感じ（フジテレビ）- 1996年9月15日放送「Queen Of ZUTSUKI CONTEST」、1996年12月29日放送「芸能界ぷよぷよ王への道」、1997年5月18日放送「点数を決めましょう!!」などに出演

#### ドラマ
- お父さんは心配症（1994年4月12日 - 5月17日、朝日放送・テレビ朝日） - 佐々木奈々 役
- 八神くんの家庭の事情（1994年10月11日 - 1995年2月7日、朝日放送・テレビ朝日）

### CM
- ハートランス（東海地区のみ）
- タイムリー(コンビニエンスストア)（東海地区のみ）
- 希望ゼミナール（東海地区のみ）
- PIZZA-LA
- NEC「98MULTi CanBe」 ※大地康雄と共演
- ツクダオリジナル「ファーストママ」シリーズ
- ポプラ (コンビニエンスストア)
- 田辺製薬（現：田辺三菱製薬）「アスパラドリンク」
- 日清食品「JAPON」
- ポッカ「つぶコーンスープ」

## 著作
- 『きーちゃんの魔女になりたい日記』ワニの本（1996年4月15日初版発行、ベストセラーズ）